# Vilhelm Grønbech
Vilhelm Peter Grønbech (14. juni 1873 i Allinge – 21. april 1948 i Helsingør) var en dansk dr.phil. og professor i religionshistorie ved Københavns Universitet 1915-43 og udgav en lang række bøger om bl.a. sprog, religion og litteraturpersoner.
I samarbejde med Hal Koch udgav han tidsskriftet Frie Ord (1946-48) og var en stor inspirationskilde til kredsen omkring Heretica, hvori både Martin A. Hansen, Thorkild Bjørnvig og Ole Wivel skrev nekrologer over ham i 1948.

## GrønbechsPrimitiv Religion
Grønbechs lille værk Primitiv Religion fra 1915 om naturfolk, hvor Grønbech vælger at bruge evolutionisternes udtryk, "primitive", er skrevet som et opgør mod disse (Edward Burnett Tylor, James Frazer etc.).
Grønbech studerede oprindeligt sprogvidenskab hos Vilhelm Thomsen og under disse studier opdagede han, at de "primitive" sprog havde en helt anden opbygning end vores, med handlingen i centrum, hvor "vi" har individet i centrum.
Grønbech fandt herefter ud af, at det skyldtes et helt andet livssyn end "vores" (og dermed de herskende evolutionistiske tanker), et livssyn der byggede på en helheds-realisme med rod i det tætte forhold mellem menneske og natur.
Dette var den fællesnævner, for det evolutionisterne over en bred kam kaldte de "primitive", der fik Grønbech til at skrive bogen, selvom Grønbech udmærket vidste at forskellighederne mellem de "primitive" var utallige fra region til region. Vigtigheden af at understrege, at der altså var tale om helt andre kulturer, og derfor nødvendigvis måtte ses som et hele, var af primær betydning for Grønbech.
Evolutionisterne mente, at de "primitive" var på et tidligere udviklingsstadie end folk i Vesten, og at vi selv en gang troede på åndelige væsener; for herefter, på et højere udviklingsstadie, at tro på en højere gud; for så endelig, at blive afløst af troen på videnskaben. Den engelske antropolog James Frazer opstillede ligefrem en evolutionistisk linje: Magi – Religion – Videnskab.
Ud fra dette livssyn forsøgte man så at beskrive de primitive med begreber som: animisme, animatisme, mana, tabu, totem, magi etc. Og det er her Grønbech bryder grundlæggende med evolutionisterne.
Ifølge Grønbech kan man ikke beskrive de “primitive” med et dualistisk livssyn; Forestillingen krop-sjæl m.m. er ikke begreber der opereres med i en helhedsrealisme: I den primitives kultur er der ifølge Grønbech ingen adskillelse mellem krop, sjæl og jeg.
Tingene hænger sammen for de "primitive". For eksempel ravnen og bjerget, de er ét i nogle digte. Her ser Grønbech ligheder med Homér, der taler om "fodslæbende okser", selvom de står stille. Tingene hænger sammen. For aborigineren i Australien er der nært slægtskab mellem visse firben og visse fugle, og en stens hårdhed overføres til mennesket når vand, hvori stenen har været dyppet, drikkes.
Når man i dansen efterligner dyr, kan dyret åbenbare sig og danse med – dyret er så tilstede. Man kan også selv trække i dyrets skikkelse. Man er ét, der er slægtskab. Enkelte individer af samme art er der ikke blot slægtskab imellem, men identitet. Og sådan fortsætter Grønbech med eksempler, der polemisk fjerner evolutionisternes grundlag, i fire hovedafsnit:
- 1. Naturmennesket.
- 2. Mana i tabu, der jo får en helt anden betydning set i et helheds-perspektiv, end i den engelske etnologs Robert Ranulph Maretts evolutionistiske øjne. Dog nærmer Marett sig, da Manabegrebet modsat Tylors animisme ikke er et personligt anliggende, men kollektivt.
- 3. Kaos og kosmos, kulten eller ritualerne opretholder kosmos, men Grønbech prøver at forstå kaosfrygten i helhedsrealismen: "Kaos er en fare, der truer mennesket indefra. Det er altså i sin dybeste grund frygten for selvopløsning" (Grønbech 1996 (1915): 60). I dette afsnit nærmer Grønbech sig også sin kulturdefinition: "Kultur, det er resultatet af en assimilation, gennem hvilken verden omsættes til sjæleindhold, eller rigtigere udtrykt, kultur er en genskabelse af verden til en ny form i menneskets indre" (Grønbech 1996 (1915): 59). Kultur er altså noget psykologisk for Grønbech.
- 4. Slægt og totem, hvor Grønbech som i begyndelsen af bogen skriver om det bestemte slægtskab mellem visse ting: totem-forholdet, som den engelske orientalist og religionshistoriker William Robertson Smith introducerede. Smith er da også den af evolutionisterne Grønbech nærmer sig mest. Smith mener, at i totemistiske fester var samfundets medlemmer guddommeligheden i offermåltidet. Altså samhørighed med guden. Lige noget for Grønbechs helhedssyn. Smith så også religion som samfundsbestemt praksis i lighed med Grønbech, men Smith var evolutionist og så derfor totemisme som et led på kulturstigen, et almenmenneskeligt fænomen.

Angående slægt var nogle træarbejdere, andre smede, andre vævere etc.; tilsammen en stor helhed. Livssynet overføres altså til praksis. Det hele hænger sammen. Hvad angår religiøs praksis, havde de respektive slægter også hver deres ansvar for bestemte dele af ceremonierne.
De fire hovedafsnit er delt anderledes op i den nye udgave af Primitiv religion (1996), men det ændrer ikke det store, da afsnittene i forvejen er blandet meget rundt, hvilket meget godt illustrerer helhedsrealismen, et HELE.
Hvor evolutionisterne fortsatte i oplysningstidens fodspor, såsom Hume og Charles de Brosses, fortsætter Grønbech i den tradition, som Herder i sit opgør med De Brosses grundlagde. Herder mente at det afgørende var det enkelte folks egenart.
I sin samtid var de evolutionistiske tanker de herskende, og Grønbech må siges at have været en foregangsmand i sit opgør hermed. Denne voldsomme kulturkritiske tankegang bibeholdt Grønbech hele sit liv. Mange har set Grønbechs videnskab og kulturkritik som uforenelige, andre som komplementerende.

## Udvalgt bibliografi
- Grønbech, Vilhelm (1902), Forstudier til tyrkisk lydhistorie, København.
- Grønbech, Vilhelm (1909-12), Vor folkeæt i oldtiden I-IV, København (1. Lykkemand og Niding. 2. Midgård og Menneskelivet. 3. Hellighed og Helligdom. 4. Menneskelivet og Guderne). Engelsk udgave: The culture of the Teutons. I-III [2 bind] Copenhagen 1931. Dansk 2. udgave, København 1955.
- Grønbech, Vilhelm (1913), Soul or Mana, Paper read to the 4th International Congress for the History of Religions at Leyden 1912, København.
- Grønbech, Vilhelm (1915), Primitiv religion, Stockholm.
- Grønbech, Vilhelm (1916), ”Kultur og Virkelighed”, Festskrift tillägnad professor Vitalis Norström på 60-års dagen den 29. januari 1916, Stockholm, pp. 159-70.
- Grønbech, Vilhelm (1919), ”Psykisk forskning”, Nationaltidende. Aftenudgave, 27. og 28. november 1919.
- Grønbech, Vilhelm (1922), Religiøse strømninger i det nittende århundrede, København 1922.
- Grønbech, Vilhelm (1930), ”Kvindesag og arbejderbevægelse”, Kampen om mennesket, København, pp. 161-185.
- Grønbech, Vilhelm (1933), William Blake. Kunstner. Digter. Mystiker, København.
- Grønbech, Vilhelm (1930), Kampen om mennesket, København og Oslo (2. udg. København 1949).
- Grønbech, Vilhelm (1925-35), Mystikere i Europa og Indien I-IV, København.
- Grønbech, Vilhelm (1935), Friedrich Schlegel i årene 1791-1808, Det Kgl. Danske Videnskabernes Selskab XXII, København.
- Grønbech, Vilhelm (1935), Jesus Menneskesønnen, København
- Grønbech, Vilhelm (1940), Hellenismen I-II, København.
- Grønbech, Vilhelm (1940), Paulus. Jesu Kristi apostel, København.
- Grønbech, Vilhelm (1941), Kristus. Den opstandne frelser, København.
- Grønbech, Vilhelm (1942-53), Hellas I-V, København (1. Adelstiden. 2. Revolutionen. 3. Guder og Mennesker. 4. Tænkere og Tragikere. 5. Supplement).
- Grønbech, Vilhelm (1946-48), Frie Ord. Redigeret af Vilhelm Grønbech og Hal Koch.
- Grønbech, Vilhelm (1951), Livet er et fund. En bog om humor og tragedie, København.
- Grønbech, Vilhelm (1957), Atombomben og andre essays, København.